# 大坵島
大坵島是中華民國連江縣北竿鄉所屬地域。距北竿僅200公尺的大坵島，近年發展台灣梅花鹿生態而著名。

## 簡介
大坵島原有數10戶人家居住，後因交通不便紛紛遷離，到了1996年駐防的國軍撤離後，從此變成只有梅花鹿居住的無人島；直到2009年推出登島賞鹿行程。此外，馬祖國家風景區管理處於2020年發起「馬祖暗空計畫」，將結合藍眼淚、梅花鹿與星空旅遊，朝向取得國際暗天協會（International Dark-Sky Association, IDA）認證。

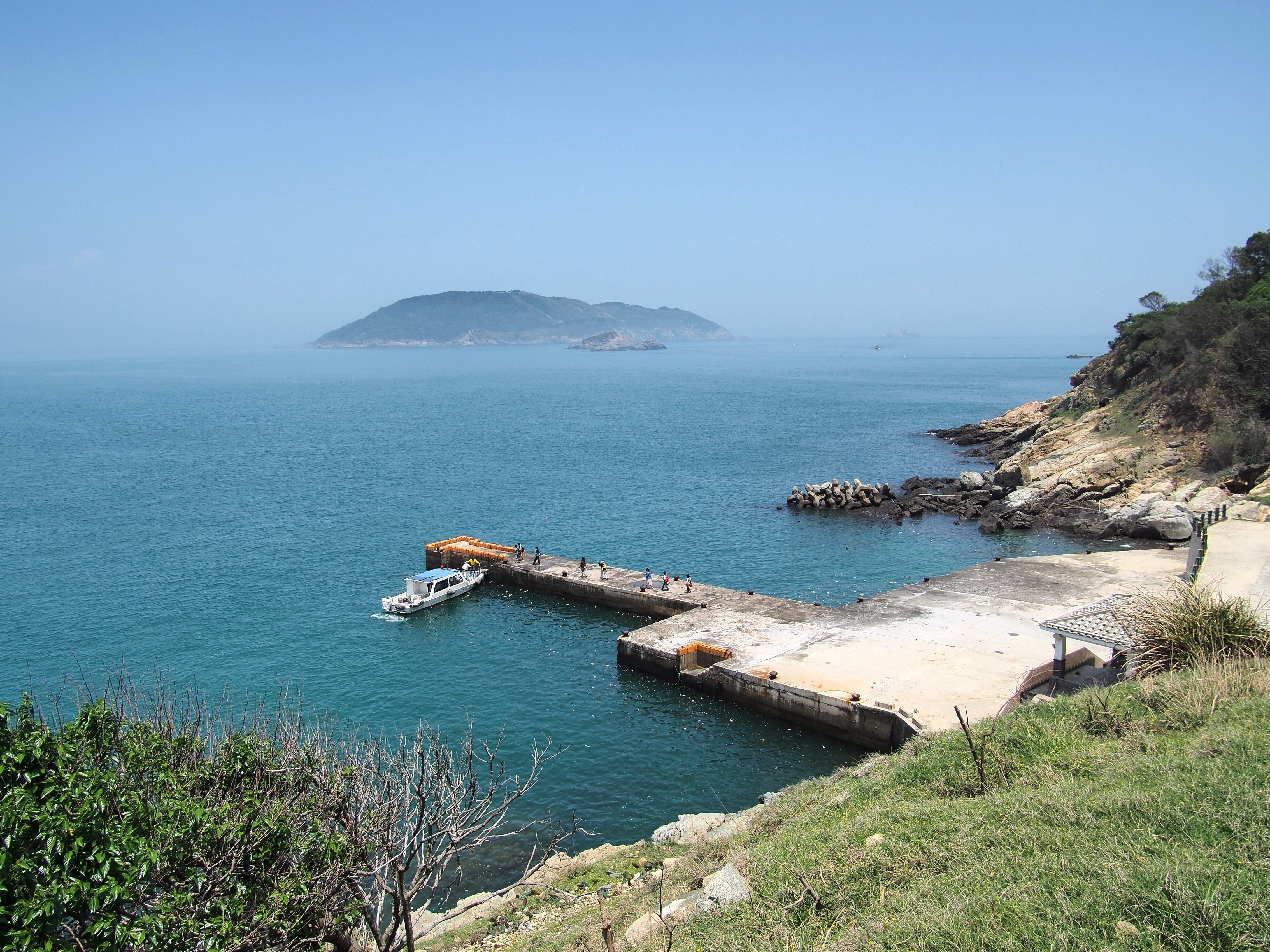
大坵碼頭
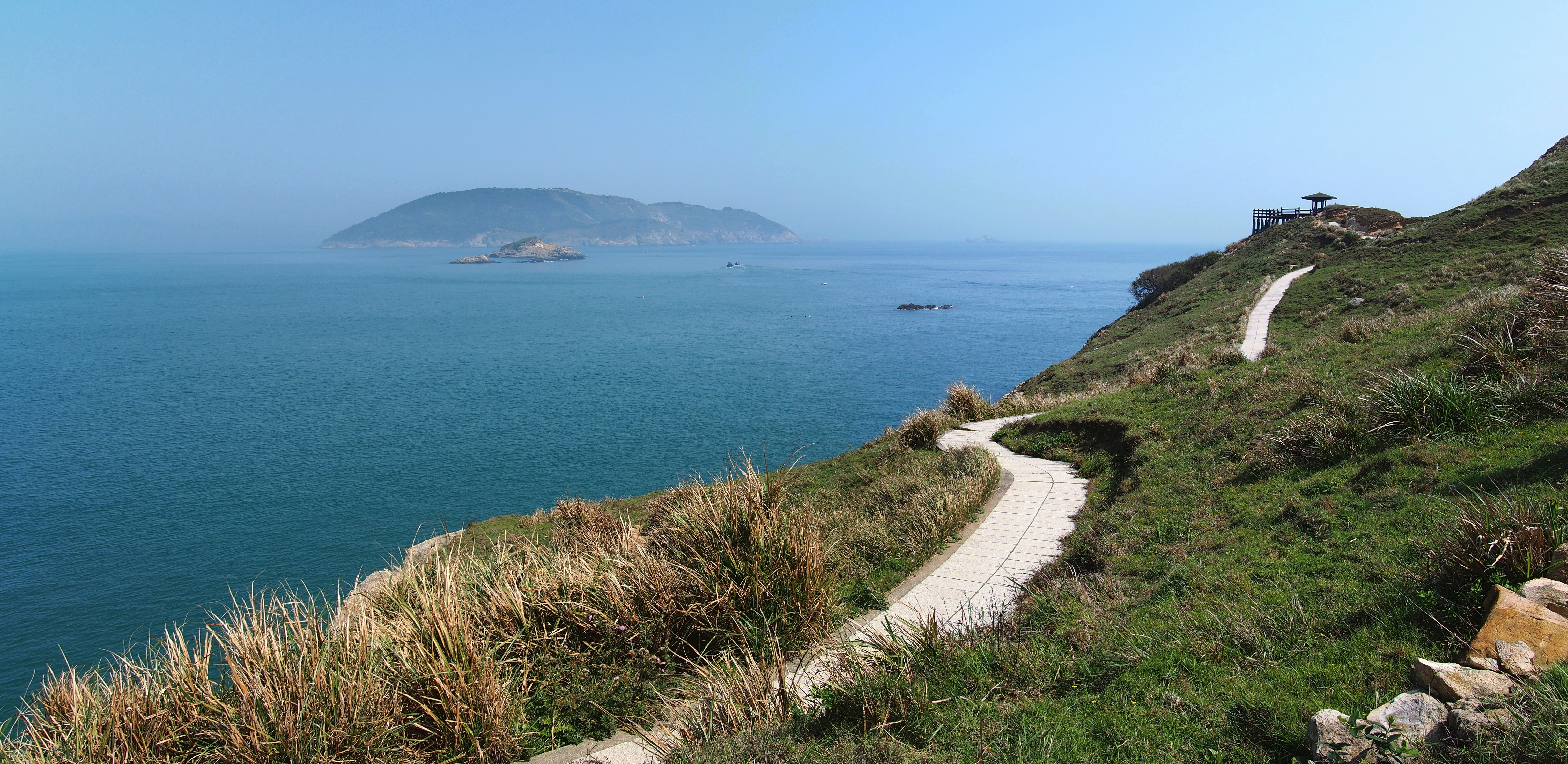
大坵生態步道
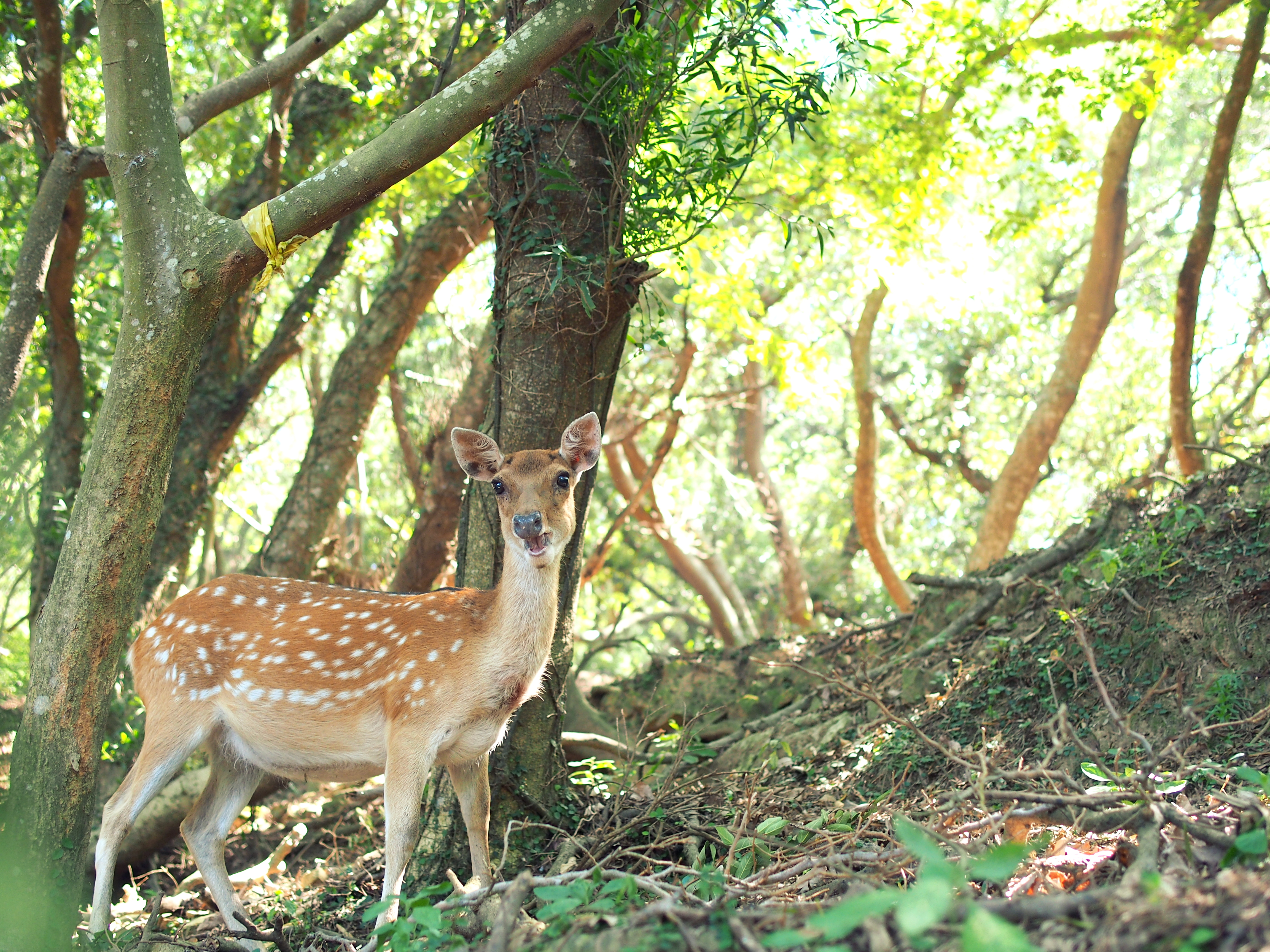
大坵島野放的台灣梅花鹿

## 資料來源
1. ↑  .   [2023-05-08]. （原始内容存档于2021-08-02）.
2. ↑  . 蘋果日報. 2012-09-03  [2018-02-20]. （原始内容存档于2022-02-23）.
3. ↑  邱筠. . 中央通訊社. 中央通訊社. 2020-05-30  [2021-01-02]. （原始内容存档于2020-06-08）.